# مسجد كامبونج بينابار
مسجد كامبونج بينابار يقع المسجد في منطقة كامبونج بينابار، والتي تقع على بعد حوالي عشرة كيلومترات من بيكان توتونج في بروناي.

## البناء
تم بناء مسجد كامبونج بينابار في وقت مبكر من عام 1990، على موقع أرض مساحتها 3 فدان، واكتمل البناء في العام نفسه، مع نفقات بلغت 400،000.00 دولار .

## الافتتاح
افتتح مسجد كامبونج بينابار رسميا من قبل السلطان الحاج حسن البلقية سلطان بروناي دار السلام، وذلك يوم الجمعة الرابع عشر من شهر محرم من عام 1412 هـ الموافق السادس والعشرين من شهر يوليو من عام 1991 .

## استيعاب المسجد
تبلغ قدرة استيعاب مسجد كامبونج بينابار حوالي 200 مصلي.